# Naram
Naram (en népalais : नरम) est un comité de développement villageois du Népal situé dans le district de Nawalparasi. Au recensement de 2011, il comptait 3 263 habitants.